# Чемпионат мира по плаванию в ластах 1996
8-й чемпионат мира по плаванию в ластах проводился в городе Дунауйвароше (Венгрия) с 18 по 25 августа 1996 года.

## Распределение наград
*   Страна-организатор
| Место | Страна           | Золото | Серебро | Бронза | Всего |
| ----- | ---------------- | ------ | ------- | ------ | ----- |
| 1     | Китай            | 15     | 7       | 4      | 26    |
| 2     | Россия           | 6      | 12      | 9      | 27    |
| 3     | Венгрия*         | 2      | 1       | 4      | 7     |
| 4     | Италия           | 1      | 2       | 3      | 6     |
| 5     | Франция          | 0      | 1       | 1      | 2     |
| 6     | Колумбия         | 0      | 1       | 0      | 1     |
| 7     | Финляндия        | 0      | 0       | 1      | 1     |
| 7     | Эстония          | 0      | 0       | 1      | 1     |
| 7     | Республика Корея | 0      | 0       | 1      | 1     |
| Всего | Всего            | 22     | 22      | 22     | 66    |

## Призёры

### Мужчины
| Дисциплина         | Золото                                                                               | Золото   | Серебро                                                                  | Серебро  | Бронза                                                                      | Бронза   |
| ------------------ | ------------------------------------------------------------------------------------ | -------- | ------------------------------------------------------------------------ | -------- | --------------------------------------------------------------------------- | -------- |
| 50 м ныряние       | Лю Сюирон · Китай                                                                    | 15.38    | Оскар Куартас · Колумбия                                                 | 15.83    | Евгений Воропай · Россия                                                    | 16.04    |
| 50 м в ластах      | Ли Йонг · Китай                                                                      | 16.87    | Давид Ланди · Италия                                                     | 17.18    | У Жаосян · Китай                                                            | 17.48    |
| 100 м в ластах     | Давид Ланди · Италия                                                                 | 38.01    | Ли Йонг · Китай                                                          | 38.19    | Лука Тонелли · Италия                                                       | 38.79    |
| 200 м в ластах     | Константин Кудряев · Россия                                                          | 1:25.01  | Александр Нечитайло · Россия                                             | 1:25.60  | Лука Тонелли · Италия                                                       | 1:27.71  |
| 400 м в ластах     | Константин Кудряев · Россия                                                          | 3:07.81  | Норберт Саванья · Венгрия                                                | 3:10.65  | Ху Хайлон · Китай                                                           | 3:13.33  |
| 800 м в ластах     | Норберт Саванья · Венгрия                                                            | 6:35.74  | Евгений Чухнов · Россия                                                  | 6:43.64  | Ласло Ковач · Венгрия                                                       | 6:45.79  |
| 1500 м в ластах    | Норберт Саванья · Венгрия                                                            | 12:42.62 | Евгений Чухнов · Россия                                                  | 12:58.02 | Михаил Чернов · Россия                                                      | 13:02.19 |
| 100 м с аквалангом | Лю Сюирон · Китай                                                                    | 34.39    | Максим Максимов · Россия                                                 | 35.16    | A. Pavle · Финляндия                                                        | 36.71    |
| 400 м с аквалангом | Андрей Диденко · Россия                                                              | 2:57.41  | Гао Шан · Китай                                                          | 2:59.54  | Сергей Докучаев · Россия                                                    | 2:59.55  |
| 800 м с аквалангом | Андрей Диденко · Россия                                                              | 6:15.08  | Сергей Докучаев · Россия                                                 | 6:21.65  | Жао Цзи · Китай                                                             | 6:24.69  |
| эстафета 4×100 м   | Сергей Ахапов · Евгений Воропай · Александр Нечитайло · Константин Кудряев · Россия  | 2:31.55  | Лю Сюирон · Ху Хайлон · X. Yang · L. Li · Китай                          | 2:34.93  | Лука Тонелли · Андреа Манджерини · Франческо Туркато · Давид Ланди · Италия | 2:35.53  |
| эстафета 4×200 м   | Владислав Петров · Александр Нечитайло · Сергей Ахапов · Константин Кудряев · Россия | 5:47.98  | Лука Тонелли · Кристиан Перес · Франческо Туркато · Давид Ланди · Италия | 6:00.34  | Роберт Гурисатти · Роланд Катона · Z. Petroczki · Норберт Саванья · Венгрия | 6:01.69  |

### Женщины
| Дисциплина         | Золото                                           | Золото   | Серебро                                                                          | Серебро  | Бронза                                                              | Бронза   |
| ------------------ | ------------------------------------------------ | -------- | -------------------------------------------------------------------------------- | -------- | ------------------------------------------------------------------- | -------- |
| 50 м ныряние       | Ли Шаочжэнь · Китай                              | 17.63    | Лариса Бутенко · Россия                                                          | 18.31    | Чжу Ся · Китай                                                      | 18.57    |
| 50 м в ластах      | Ли Шаочжэнь · Китай                              | 20.01    | Мириам Виллетт · Франция                                                         | 20.45    | Лариса Бутенко · Россия                                             | 20.71    |
| 100 м в ластах     | У Сяохуй · Китай                                 | 43.06    | Y. Zhou · Китай                                                                  | 44.05    | Мириам Виллетт · Франция                                            | 44.88    |
| 200 м в ластах     | Лю Ци · Китай                                    | 1:37.51  | Ирина Егорушкина · Россия                                                        | 1:38.66  | Кристина Нурк · Эстония                                             | 1:41.21  |
| 400 м в ластах     | Ван Ян · Китай                                   | 3:29.80  | F. Jin · Китай                                                                   | 3:30.09  | Елена Грачёва · Россия                                              | 3:35.84  |
| 800 м в ластах     | Ван Ян · Китай                                   | 7:20.93  | X. Zhao · Китай                                                                  | 7:24.77  | M. Lim · Республика Корея                                           | 7:28.34  |
| 1500 м в ластах    | Ван Ян · Китай                                   | 14:16.74 | Елена Грачёва · Россия                                                           | 14:18.47 | Ирэна Патрушева · Россия                                            | 14:23.18 |
| 100 м с аквалангом | Z. Li · Китай                                    | 39.73    | Чжу Ся · Китай                                                                   | 39.73    | Елена Фалеева · Россия                                              | 41.55    |
| 400 м с аквалангом | F. Jin · Китай                                   | 3:17.76  | Ирина Гривенко · Россия                                                          | 3:18.97  | Юлия Соболева · Россия                                              | 3:21.60  |
| 800 м с аквалангом | F. Jin · Китай                                   | 6:52.23  | Ирина Гривенко · Россия                                                          | 6:55.51  | Юлия Соболева · Россия                                              | 7:06.34  |
| эстафета 4×100 м   | У Сяохуй · Ли Шаочжэнь · Лю Ци · Y. Zhou · Китай | 2:57.25  | Наталья Раева · Татьяна Шкомплетова · Ирина Егорушкина · Лариса Бутенко · Россия | 2:59.27  | Беатрикс Ердоди · M. Gyiri · Виктория Пикали · B. Bimisch · Венгрия | 3:06.35  |
| эстафета 4×200 м   | Лю Ци · Ван Ян · F. Jin · У Сяохуй · Китай       | 6:40.00  | Елена Грачёва · Анна Андриевских · Светлана Ганжа · Ирина Егорушкина · Россия    | 6:51.12  | L. Petofalvi · Беата Божо · V. Pikali · Вилло Варга · Венгрия       | 6:52.71  |